# بي أم بي ديريفاتسيا
مركبة قتالية مدرعة روسية تعد من أحدث العربات من هذا النوع في الترسانة الروسية (السوفيتية سابقا). تعد عربة المشاة القتالية الروسية بي أم بي ديريفاتسيا نسخة مطورة ناجحة من عربة بي أم بي–3.
وصممت هذه العربة في مصنع «كورغانسك» للمدرعات والجرارات، وكشف عنها لأول مرة في معرض " Russia Arms Expo - 2015 " في مدينة نيجني تاغيل الروسية.
وما يميز عربة ديريفاتسيا عن عربة «بي أم بي – 3» هو وجود برج غير مأهول للأسلحة وأجهزة التسديد البصري الإلكتروني وإمكانية التحكم في الأسلحة عن بعد من قبل طاقم العربة.
وتضم أسلحة العربة المدفع الأوتوماتيكي عيار 57 ملم الذي بوسعه تنفيذ مهام الدفاع الجوي وإسقاط المروحيات والطائرات المحلقة على ارتفاع منخفض إلى جانب تنفيذ مهمة تدمير الأهداف البرية والقوة البشرية للعدو، وتسلح العربة أيضا برشاشي كلاشينكوف عيار 7.62 ملم.
العربة قادرة على حمل 9 أفراد، ناهيك عن 3 أفراد من طاقمها.
ويتم التحكم في وحدة الأسلحة المتوزعة في برج الأسلحة غير المأهول عن بعد من قبل أفراد الطاقم، وذلك باستخدام منظومة التحكم الاوتوماتيكي وأجهزة التسديد البصرية الالكترونية وكاميرات الفيديو وأجهزة الكمبيوتر.

## مواصفات فنية تكتيكية
وزن العربة 19 طن
الطاقم 3 أفراد
القدرة على حمل الأفراد 9 أفراد
قدرة المحرك 500 حصان
السرعة القصوى 70 كلم / ساعة
سرعة السير على الماء 10 كلم/ساعة
الأسلحة: المدفع الأوتوماتيكي المتحكم به عن بعد آيه أو – 220 ام ورشاش كلاشينكوف مزدوج عيار 7.62 ملم.